# XF8B (航空機)
XF8B
飛行するXF8B-1 57984号機
(撮影年不詳)
- 用途：戦闘機、爆撃機、雷撃機
- 分類：艦上戦闘機
- 製造者：ボーイング社
- 運用者

  - アメリカ合衆国
    -  アメリカ海軍
    -  アメリカ陸軍航空軍
- 初飛行：1944年11月27日
- 生産数：3機
- 退役：1950年（開発中止）
- 運用状況：未就役

XF8B（Boeing XF8B ）は、アメリカ合衆国のボーイング社がアメリカ海軍向けに開発した艦上戦闘機。海軍以外でも試験が行われたが、いずれも制式採用はされなかった。

## 概要
ボーイング社がアメリカ海軍向けに開発した機体。侵攻、邀撃、急降下爆撃、雷撃、水平爆撃を可能とする「ファイヴ・イン・ワン・ファイター (five-in-one fighter)」計画による開発のため、艦上戦闘機のうちでは大きな機体と長い航続距離となった。第二次世界大戦が終結したことによる海軍の需要減のため、制式採用や量産は行われなかった。

## 開発
アメリカ海軍は、日本海軍の航空機が長距離性能を重視しておりアメリカ海軍の同種類の機体より航続距離が長かったことを憂慮し、それに対抗するために長距離の航続性能を持つ迎撃および護衛戦闘機の開発仕様を1943年に各航空メーカーに提示した。
この仕様は「最大速度550km/h以上」「迎撃、護衛の他、急降下爆撃機や雷撃機として使用できる」ことを求めるなど、かなり欲張ったものであった。久しく艦上戦闘機を開発していなかったボーイング社では、この過酷な要求をクリアするため28気筒3,000馬力の大出力エンジンを搭載し、3翅2重反転プロペラを採用した万能機の設計案（モデル400）を提出し、1943年4月にXF8B-1として試作機3機を受注した。
試作第1号機の初飛行は1944年11月27日に行われ、1945年3月に海軍へ引き渡された。第二次世界大戦中に完成したのはこの1機のみであり、残りの試作機2機は終戦後に完成した。速度性能や航続性能は優秀なものを示したが、大型の機体故に運動性能では軽快性に欠き戦闘機としては物足りないものだった。加えて、戦争の終結やXBT2D等の新型単座攻撃機の開発に目処が付いたため、本機の必要性は急速に薄れていった。このため、試作機3機の生産だけで本機はキャンセルされた。
なお、陸軍航空軍でも海軍からレンタルする形で本機のテストを行ったが制式採用はなされなかった。

## 構成
XF8Bの機体外形はオーソドックスな低翼単葉機で、大馬力のエンジンに前述の2重反転プロペラを装備することによって、プロペラの直径を小さくし主脚柱を短くすることが出来た。主脚は90度回転して後方に折りたたむ、カーチスP-40と同じ形態を採用した。主翼は直線テーパー翼で、外翼部分を上方に折りたたむことが出来た。コックピットは単座であり、涙滴型となっている。胴体下面に爆弾倉が設けられ、爆弾や航空魚雷を収納することが出来た他、補助燃料タンクに換装することも可能だった。
これだけの装備をした本機は、単発艦上戦闘機としては最大級の大きさの機体となった。当時主力だったF6Fと比べてみると、全幅は16.5mとのF6Fの13mよりかなり大きくなっている。また、機体重量は第二次世界大戦時に製作された単発戦闘機としては最も重い機体だった。

## 諸元
| 機体名       | XF8B-1 | XF8B-1 | XF8B-1 |
| ------------ | --- | --- | --- |
| 全長         | 43ft 3in (13.18m) | 43ft 3in (13.18m) | 43ft 3in (13.18m) |
| 全幅         | 54ft (16.46m) → 29ft 5in (8.97m) ※主翼折り畳み時                                                                     | 54ft (16.46m) → 29ft 5in (8.97m) ※主翼折り畳み時                                                                     | 54ft (16.46m) → 29ft 5in (8.97m) ※主翼折り畳み時                                                                     |
| 全高         | 16ft 3.31in (4.96m)                                                                                                  | 16ft 3.31in (4.96m)                                                                                                  | 16ft 3.31in (4.96m)                                                                                                  |
| 翼面積       | 489ft² (45.43m²) | 489ft² (45.43m²) | 489ft² (45.43m²) |
| 空虚重量     | 13,519lbs (6,132kg)                                                                                                  | 13,519lbs (6,132kg)                                                                                                  | 13,519lbs (6,132kg)                                                                                                  |
| プロペラ     | 2重反転プロペラ ブレード3枚 直径13ft 8in (4.17m)                                                                     | 2重反転プロペラ ブレード3枚 直径13ft 8in (4.17m)                                                                     | 2重反転プロペラ ブレード3枚 直径13ft 8in (4.17m)                                                                     |
| エンジン     | Pratt & Whitney XR-4360-10 (3,000Bhp) ×1                                                                             | Pratt & Whitney XR-4360-10 (3,000Bhp) ×1                                                                             | Pratt & Whitney XR-4360-10 (3,000Bhp) ×1                                                                             |
| 武装         | AN/M2 12.7mm機関銃×6 (弾数計2,400発) またはAN-M3 20mm機関砲×6                                                        | AN/M2 12.7mm機関銃×6 (弾数計2,400発) またはAN-M3 20mm機関砲×6                                                        | AN/M2 12.7mm機関銃×6 (弾数計2,400発) またはAN-M3 20mm機関砲×6                                                        |
| 外部兵装     | 爆弾槽・胴体下：2,000lbs爆弾×1・1,600/1,000lbs爆弾×2・500lbs爆弾×4 翼下：2,000/1,600/1,000/500lbs爆弾×2、Mk.13魚雷×2 | 爆弾槽・胴体下：2,000lbs爆弾×1・1,600/1,000lbs爆弾×2・500lbs爆弾×4 翼下：2,000/1,600/1,000/500lbs爆弾×2、Mk.13魚雷×2 | 爆弾槽・胴体下：2,000lbs爆弾×1・1,600/1,000lbs爆弾×2・500lbs爆弾×4 翼下：2,000/1,600/1,000/500lbs爆弾×2、Mk.13魚雷×2 |
| ミッション   | FIGHTER(1) | FIGHTER(2) | BOMBER |
| 離陸重量     | 21,691lbs (9,839kg)                                                                                                  | 19,515lbs (8,852kg)                                                                                                  | 20,711lbs (9,394kg)                                                                                                  |
| 戦闘重量     | 17,508lbs (7,941kg)                                                                                                  | 19,515lbs (8,852kg)                                                                                                  | 19,578lbs (8,880kg)                                                                                                  |
| 搭載燃料     | 離陸重量：954gal (3,611ℓ) 戦闘重量：384gal (1,454ℓ)                                                                  | 離陸重量：654gal (2,476ℓ) 戦闘重量：654gal (2,476ℓ)                                                                  | 離陸重量：534gal (2,021ℓ) 戦闘重量：384gal (1,454ℓ)                                                                  |
| 携行装備     | ― | ― | 1,000lbs爆弾×2 |
| 最高速度     | 411mph/26,900ft (661km/h 高度8,199m)                                                                                 | 396mph/26,300ft (637km/h 高度8,016m)                                                                                 | 396mph/26,300ft (637km/h 高度8,016m)                                                                                 |
| 上昇能力     | 2,800ft/m S.L. (14.22m/s 海面高度)                                                                                   | 1,900ft/m S.L. (9.65m/s 海面高度)                                                                                    | 1,900ft/m S.L. (9.65m/s 海面高度)                                                                                    |
| 実用上昇限度 | 35,300ft (10,759m)                                                                                                   | 33,000ft (10,058m)                                                                                                   | 33,000ft (10,058m)                                                                                                   |
| 航続距離     | 2,780st.mile (4,474km)                                                                                               | 2,100st.mile (3,380km)                                                                                               | 1,575st.mile (2,535km)                                                                                               |
| ミッション   | TORPEDO(1) | TORPEDO(2) | ― |
| 離陸重量     | 21,938lbs (9,951kg)                                                                                                  | 21,730lbs (9,857kg)                                                                                                  | ― |
| 戦闘重量     | 21,938lbs (9,951kg)                                                                                                  | 21,730lbs (9,857kg)                                                                                                  | ― |
| 搭載燃料     | 離陸重量：384gal (1,454ℓ) 戦闘重量：384gal (1,454ℓ)                                                                  | 離陸重量：654gal (2,476ℓ) 戦闘重量：654gal (2,476ℓ)                                                                  | ― |
| 携行装備     | Mk.13魚雷×2 | Mk.13魚雷×1 + 270galタンク×1                                                                                         | ― |
| 最高速度     | 351mph/25,800ft (565km/h 高度7,864m)                                                                                 | 369mph/26,600ft (594km/h 高度8,108m)                                                                                 | ― |
| 上昇能力     | 1,530ft/m S.L. (7.77m/s 海面高度)                                                                                    | 1,570ft/m S.L. (7.98m/s 海面高度)                                                                                    | ― |
| 実用上昇限度 | 30,700ft (9,357m) | 31,000ft (9,449m) | ― |
| 航続距離     | 955st.mile (1,537km)                                                                                                 | 1,790st.mile (2,881km)                                                                                               | ― |

## 各型
XF8B-1
唯一のXF8Bの型式。57984、57985、57986の3機が製造された。